# Братиславская высшая школа изобразительных искусств

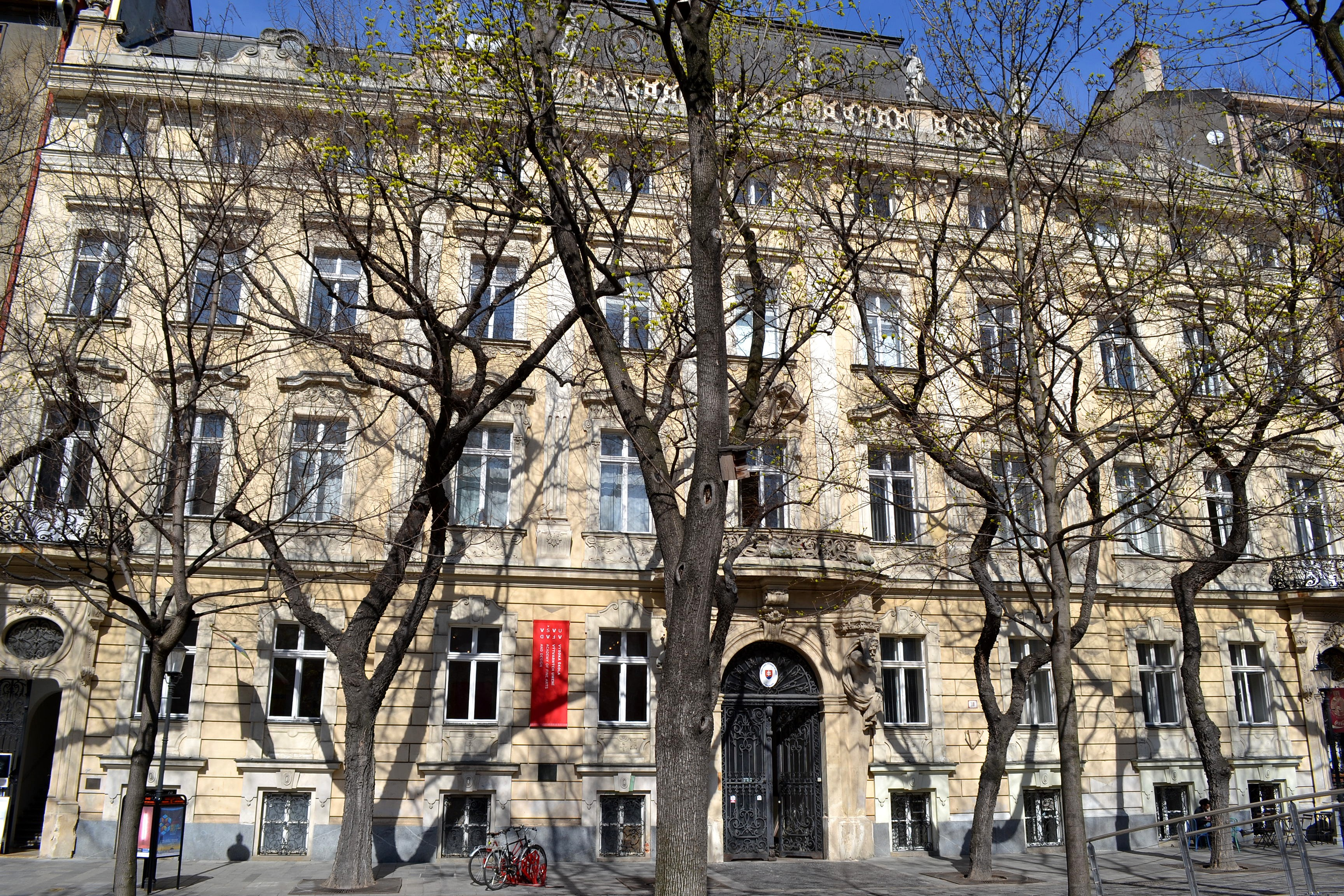
Здание Братиславской высшей школы изобразительных искусств

Братиславская высокая школа изобразительных искусств, Братиславская высшая школа художеств (словац. Vysoká škola výtvarných umení v Bratislave) — публичное высшее учебное заведение в Братиславе, основанное в 1949 году согласно закону № 89/1949 Сборника постановлений Словацкого национального совета. 
Первое высшее учебное заведение в Словакии, ориентированное на комплексное изучение изобразительного искусства. Возникло в период, отмеченный тоталитарным режимом в бывшей Чехословацкой Социалистической Республике, вследствие чего в течение 40 лет (1949—1989) боролось с культурно-политическими догмами, господствовавших в социалистической доктрине в искусстве, а также с кадровым режимом, политическими чистками среди педагогов и студентов. Однако благодаря профессионализму педагогов и их человеческому подходу в отношениях со студентами вузу удалось устоять. Легендарными стали отделения вуза, которые в сознание общественности вошли как «школы» отдельных педагогов, чью точку зрения восприняли целые поколения выпускников: школа Матейки, школы Костки, школа Гложника, школа Бруновского, студенты Вацлава Циглера и т. д.
После революции 1989 года и падения тоталитарного режима в Высшей школе изобразительных искусств также настала эпоха радикальных преобразований. Школа стала одним из немногих вузов Словакии, где произошла смена всего педагогического состава благодаря свободному квалификационному отбору.

## Ректоры Высшей школы
- 13 января 2000 — 31 января 2007 — профессор Ян Гоффштедтер, академический скульптор (два срока)
- 1 февраля 2007 — 31 января 2011 — профессор Карол Вайсслехнер, академический архитектор.
- с 1 февраля 2011 года — профессор Станислав Станкоци, академический художник.

## Обучение
Высшая школа изобразительных искусств предлагает обучение в бакалавриате, магистратуре и аспирантуре. Бакалаврские и магистерские учебные программы можно изучать только на дневном отделении. Обучение в аспирантуре проходит в дневной и заочной форме. Четырёхгодичный бакалавриат завершается государственным экзаменом, защитой дипломной работы на степень бакалавра, выпускнику выдаётся диплом и присваивается звание «бакалавр» (сокращённо Bc.). Обучение в магистратуре рассчитано на два года, завершается государственным экзаменом и защитой дипломной работой. Выпускнику выдаётся диплом и присваивается звание «мастер искусств» (сокращённо Mgr.art.). Обучение в аспирантуре — трёхгодичное при условии дневного обучения) и 3-5-годичное при условии заочного обучения, завершается защитой диссертации. Выпускники, обучавшиеся по специальностям «изобразительное искусство», «дизайн», «реставрация» и «архитектурное творчество», получают звание «доктор искусств» (сокращённо ArtD.), а те, кто обучался по специальности «история и теория изобразительного искусства и архитектуры» получают звание «доктор философии» (сокращённо PhD.). В вузе существуют учебные программы по следующим специальностям: Изобразительное искусство, Дизайн, Архитектурное творчество, Реставрация.

## Кафедры
Высшая школа изобразительных искусств разделена на 12 кафедр:
Кафедра архитектурного творчества; Кафедра фотографии и новых медиа; Кафедра графики и других медиа; Кафедра интермедиа и мультимедиа; Кафедра живописи и других медиа; Кафедра дизайна; Кафедра реставрации; Кафедра «скульптура-объект-инсталляция», Кафедра теории и истории искусства; Кафедра текстильного производства; Кафедра декоративно-прикладного искусства; Кафедра визуальных коммуникаций.

## Международные отношения
Высшая школа изобразительных искусств является членом таких международных организаций, как ELIA (Европейская Лига институтов искусств) Архивная копия от 13 августа 2016 на Wayback Machine, CUMULUS и Европейская текстильная сеть. Школа осуществляет обмен студентами и педагогами с зарубежными партнёрскими учреждениями в рамках программ Сократ/ЭРАЗМУС и Сeepus, а также на базе прямого сотрудничества с отдельными вузами. Высшая школа изобразительных искусств активно участвует в организации международных мастерских, симпозиумов, семинаров и в подготовке и проведении выставок.

## Галерея MEDIUM
Галерея MEDIUM была создана в рамках Братиславской высшей школы изобразительных искусств в январе 1991 года. Её выставочная деятельность является составной частью и продолжением концепции художественно-педагогического процесса в вузе. Выставочная деятельность галереи направлена на представление всех современных художественных течений и реализуется в соответствии с широким спектром учебных специальностей вуза. Основным критерием для утверждения и реализации того или иного выставочного проекта в галерее в первую очередь является его высокое качество и поддержание баланса между студенческими (павильонными) презентациями и выставками профессионалов. Не менее важным является представление зарубежных школ искусств (академий из Праги, Брно, Познани, Кракова, Лодзи, Будапешта, Сент-Этьена и т. д.) через международное выставочное сотрудничество, симпозиумы и семинары.